# 6804 Maruseppu
6804 Maruseppu (1995 WV) là một tiểu hành tinh vành đai chính được phát hiện ngày 16 tháng 11 năm 1995 bởi A. Nakamura ở Kuma.